# Kazalnica Mięguszowiecka
Die Mengsdorfer Kanzel (polnisch Kazalnica Mięguszowiecka) ist ein Berg an in der polnischen Hohen Tatra mit 2159 m. ü.N.N. 

## Lage und Umgebung
Unterhalb des Gipfels liegen die beiden Bergseen Czarny Staw pod Rysami und Meerauge im Tal Dolina Rybiego Potoku. 

## Flora und Fauna
Trotz ihrer Höhe besitzt die Mengsdorfer Kanzel eine bunte Flora und Fauna. Es treten zahlreiche Pflanzenarten auf, insbesondere hochalpine Blumen und Gräser. Neben Insekten und Weichtieren sowie Raubvögeln besuchen auch Murmeltiere und Gämsen den Gipfel.

## Besteigungen
Erstbesteigungen:
- Sommer – Czesława Łapińskiego und Kazimierza Paszuchy am 31. August 1942
- Winter – Jan Długosz, Czesław Momatiuk, Andrzej Pietsch und Marian Własiński 1957

## Tourismus
Die Mengsdorfer Kanzel ist bei Wanderern ein beliebter Gipfel. Der Aufstieg ist jedoch nicht einfach.

### Routen zum Gipfel
Der Wanderweg auf die Mengsdorfer Kanzel führt von dem Bergsee Czarny Staw pod Rysami. Bei Kletterern ist die Kazalnica Mięguszowiecka der beliebteste Berg in Polen. Insbesondere seine 500 Meter hohe Ostwand.
- ▬ Ein grün markierter Wanderweg führt von dem Bergsee Czarny Staw pod Rysami auf den Gipfel und weiter auf den Bergpass Mięguszowiecka Przełęcz pod Chłopkiem. Der Aufstieg ist schwierig und kettengesichert. Als Ausgangspunkt für eine Besteigung aus den Tälern eignet sich die Berghütte Schronisko PTTK nad Morskim Okiem.

## Belege
- Zofia Radwańska-Paryska, Witold Henryk Paryski, Wielka encyklopedia tatrzańska, Poronin, Wyd. Górskie, 2004, ISBN 83-7104-009-1.
- Tatry Wysokie słowackie i polskie. Mapa turystyczna 1:25.000, Warszawa, 2005/06, Polkart ISBN 83-87873-26-8.